# Rudolf Eibenstein
Rudolf Eibenstein (* 2. Juli 1894 in Bischofswerda; † 11. Januar 1984 in Gauting) war ein deutscher Generalleutnant der Luftwaffe der Wehrmacht.

## Leben
Rudolf Eibenstein trat am 17. März 1913 in das Feld-Artillerie-Regiment Nr. 8 der sächsischen Armee ein und besuchte im Oktober des Jahres die Kriegsschule Potsdam. Nach Ausbruch des Ersten Weltkrieges rückte er mit seinem Verband an die Front und erhielt dort am 12. August 1914 die Beförderung zum Leutnant. Innerhalb der 5. Batterie des Königlich-Sächsischen Reserve-Feldartillerie-Regiment Nr. 32 zeichnete er sich im September 1915 während der Herbstschlacht in der Champagne aus und wurde deshalb am 29. Oktober 1915 mit dem Ritterkreuz des Militär-St.-Heinrichs-Ordens ausgezeichnet. Am 30. November 1917 wurde er zum Oberleutnant befördert und nach Kriegsende in die Reichswehr übernommen.
In dieser wurde er am 1. Februar 1926 zum Hauptmann befördert und diente die nächsten Jahre u. a. als Batteriechef der 4. Batterie im 4. Artillerie-Regiment. Nach Machtübernahme der Nationalsozialisten besuchte er im Juli 1933 die Flakschule Wustrow, wobei er am 1. Juli 1934 zum Major befördert wurde. Er diente ab Oktober des Jahres als Kommandeur der Flak-Abteilung Seerappen und wurde am 1. April 1935 in die neuerrichtete Luftwaffe übernommen, wo er ab dem 1. Oktober 1936 als Kommandeur der I. Abteilung im Flak-Regiment Nr. 11 fungierte. Am 1. Januar 1937 wurde er in dieser Eigenschaft zum Oberstleutnant befördert und einige Wochen später zur Luftkriegsakademie abberufen. Anschließend wurde er als Chef des Stabes und Erster Generalstabsoffizier beim Luftgaukommando IV verwendet, im Oktober 1938 in den Generalstab der Luftwaffe abberufen und dort am 1. Februar 1939 zum Oberst befördert.
Nach Ausbruch des Zweiten Weltkrieges wurde er Chef des Stabes beim Luftgaukommando II. Am 1. April 1941 wurde er Kommandeur der Flak-Brigade IX und in dieser Eigenschaft am 1. August des Jahres zum Generalmajor befördert. Er wurde am 22. September des Jahres zum Kommandeur der 12. Flak-Division ernannt und wurde am 22. Dezember Kommandeur des Luftwaffen-Gefechtsverbandes beim VIII. Fliegerkorps. Am 21. Februar 1941 wurde er Kommandeur der 7. Flak-Division und in dieser Position mit dem Deutschen Kreuz in Gold ausgezeichnet. In den folgenden Monaten wurde er u. a. beim Luftgaustab z.bV Afrika, beim Luftwaffen-Gefechtsverband des VIII. Fliegerkorps und als Kommandeur der 16. Flak-Division verwendet. Am 1. August 1943 wurde er zum Generalleutnant befördert und am 1. Mai 1944 zum Kommandeur der 26. Flak-Division in München ernannt. Er geriet am 17. Mai 1945 in Kriegsgefangenschaft und wurde am 5. Dezember des Jahres entlassen.